# Kopparträsk
Kopparträsk är en sjö i Lojo stad i Finland.   Den ligger i landskapet Nyland, i den södra delen av landet, 50 km väster om huvudstaden Helsingfors. Kopparträsk ligger 55 meter över havet. I omgivningarna runt Kopparträsk växer i huvudsak blandskog. Arean är 9,1 hektar och strandlinjen är 1,33 kilometer lång. Sjön  ingår i Finska vikens kustområde. 